# Antidaphne wrightii
Antidaphne wrightii là một loài thực vật có hoa trong họ Santalaceae. Loài này được (Griseb.) Kuijt mô tả khoa học đầu tiên năm 1988.